# Fjodor Issakowitsch Baikow
Fjodor Issakowitsch Baikow (russisch Фёдор Исакович Байков; * 1612; † 1663) war ein russischer Forschungsreisender und Diplomat.

## Leben
Baikows Vater war Strelizen-Kommandeur, wurde 1629 in den Moskauer Adel aufgenommen und wurde Woiwode in Tara und in Waluiki. Baikow war 1627 Bediensteter des Metropoliten Filaret.
Baikow war 1654–1657 Zar Alexeis I. Botschafter an der Spitze der ersten offiziellen russischen Botschaft am Hofe des chinesischen Kaisers Shunzhi zur Herstellung regulärer diplomatischer Beziehungen und Förderung des gegenseitigen Handels. Baikow sollte dem Kaiser eine Urkunde und Geschenke Alexeis I. überreichen, aber nicht die für Vertreter als Vasallen betrachteter ausländischer Staaten vorgeschriebenen demütigenden Rituale akzeptieren. Das Ziel war, mit friedlichen Mitteln die chinesische Expansion in die russisch erschlossenen Gebiete am Amur abzuwehren.
Bereits 1653 hatte Baikow den Bucharaer Händler Setkul Ablin vorausgeschickt, um in Peking Baikows Ankunft anzukündigen. Nach dem Verkauf seiner Waren verließ Ablin Peking im Frühjahr 1656 vor der Ankunft Baikows, ohne ihm unterwegs zu begegnen.
Im Herbst 1654 verließ Baikow mit seinem Gefolge Tobolsk. Die Reise ging am Irtysch entlang zum Südufer des Saissansees und weiter durch die nördliche Dsungarei am Irtysch und entlang des Südabhangs des Mongolischen Altais und des Gobi-Altais durch die Wüste Gobi zur Handelsstadt Hohhot, die 1655 erreicht wurde. Weiter ging es nach Zhangjiakou. Es kam zu einer Verzögerung, weil zunächst der abgereiste Ablin für den Botschafter gehalten wurde. Im März 1656 kam Baikow mit seinem Gefolge in Peking an.
Die chinesischen Beamten des Lifanyuan verlangten die Herausgabe der mitgebrachten Geschenke und der Urkunde Alexeis I. Als Baikow sich weigerte, um sie selbst dem Kaiser zu übergeben, wurde er mit der Botschaft fast 6 Monate lang isoliert. Als er den Kotau verweigerte, wurde er mit der Hinrichtung bedroht. Schließlich wurde Baikow im September 1656 aus Peking ausgewiesen.
Nach der Rückkehr 1657 wurde mit Baikows Berichten eine ausführliche geographische Dokumentation zusammengestellt.